# San Potito Ultra
San Potito Ultra es uno de los 119 municipios o comunas ("comune" en italiano) de la provincia de Avellino, en la región de Campania. Con cerca de 1.439 habitantes, según el censo de 2005, se extiende por una área de 4 km², teniendo una densidad de población de 360 hab/km². Linda con los municipios de Atripalda, Candida, Manocalzati, Parolise, Salza Irpina, y Sorbo Serpico.

## Demografía
| Gráfica de evolución demográfica de San Potito Ultra entre 1861 y 2001 |
|                                                                        |
| Fuente ISTAT - elaboración gráfica de Wikipedia                        |

- Datos: Q55096
- Multimedia: San Potito Ultra / Q55096

1. ↑  Worldpostalcodes.org, código postal n.º 83050.
2. ↑  «Codici Catastali». Comuni-italiani.it (en italiano). Consultado el 29 de abril de 2017.